# Glendurgan Garden

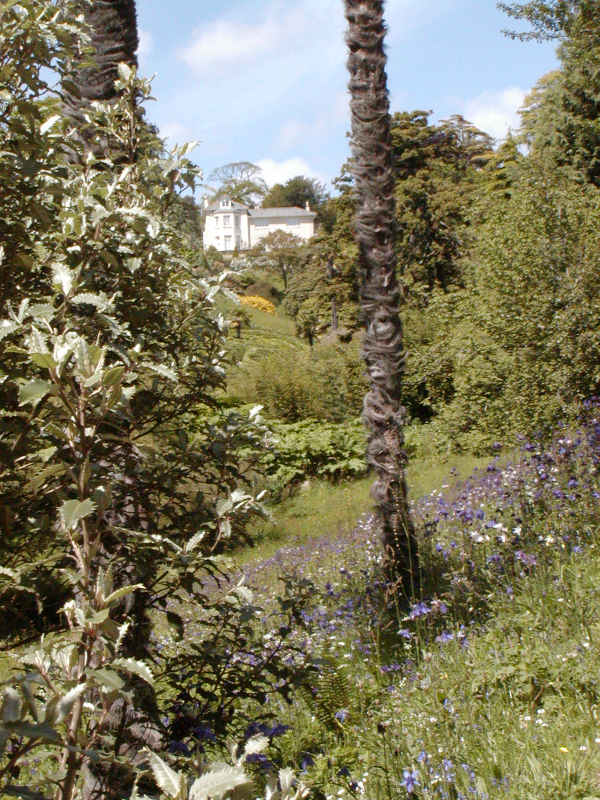
Ogród Glendurgan

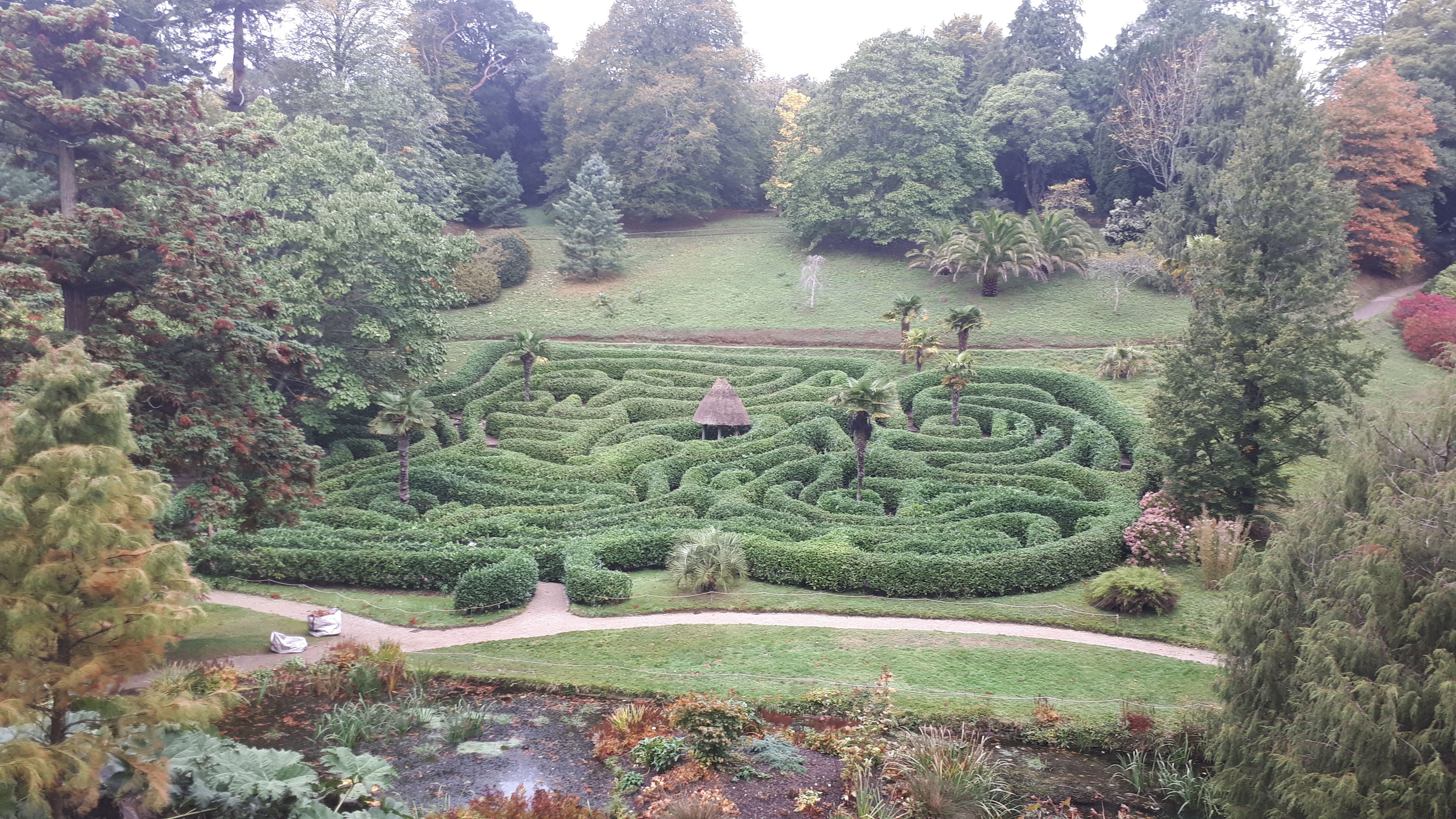
Labirynt

Glendurgan Garden – ogród w Anglii, w Kornwalii z kolekcją roślin tropikalnych i subtropikalnych. Znajduje się on 8 km na południowy wschód od miasta Falmouth. Przez ogród, położony w dolinie typu riasowego, przepływa rzeka Helford.

## Położenie
Znajduje się w południowej części Kornwalii w pobliżu wioski Helford Passage w estuarium rzeki Helford.

## Historia
Został zaprojektowany i wykonany przez Alfreda Foxa w latach 20. i 30. XIX w. w stylu romantycznym, z krętymi alejkami i specyficznie rozmieszczoną roślinnością. W ciągu ponad 100 lat rodzina Foxów sprowadzała do ogrodu egzotyczne gatunki roślin. W 1962 r. został przekazany organizacji National Trust przez właścicieli.

## Roślinność
Specyficzny mikroklimat warunkowany bliskością kanału La Manche i położeniem w dolinie sprawiły, że w ogrodzie rosną rośliny stref tropikalnych i subtropikalnych, m.in. palmy, cedry i bambusy. W ogrodzie znajduje się labirynt - żywopłot, wybudowany w 1833 r., a także tzw. Holy Corner (święty zakątek) z roślinnością opisaną w Biblii, m.in. cisami, oliwkami i bożodrzewem.